# Sant’Apollinare Nuovo-bazilika
Az Új Szent Apollináriusz-bazilika (olaszul basilica di Sant’Apollinare Nuovo) ókeresztény templom Ravennában és – mint Ravenna többi bizánci eredetű temploma is – a belső falakat díszítő mozaikokról híres. Ravenna más ókeresztény templomaival együtt e bazilika is az UNESCO kulturális világörökség védelme alatt áll.

## Története

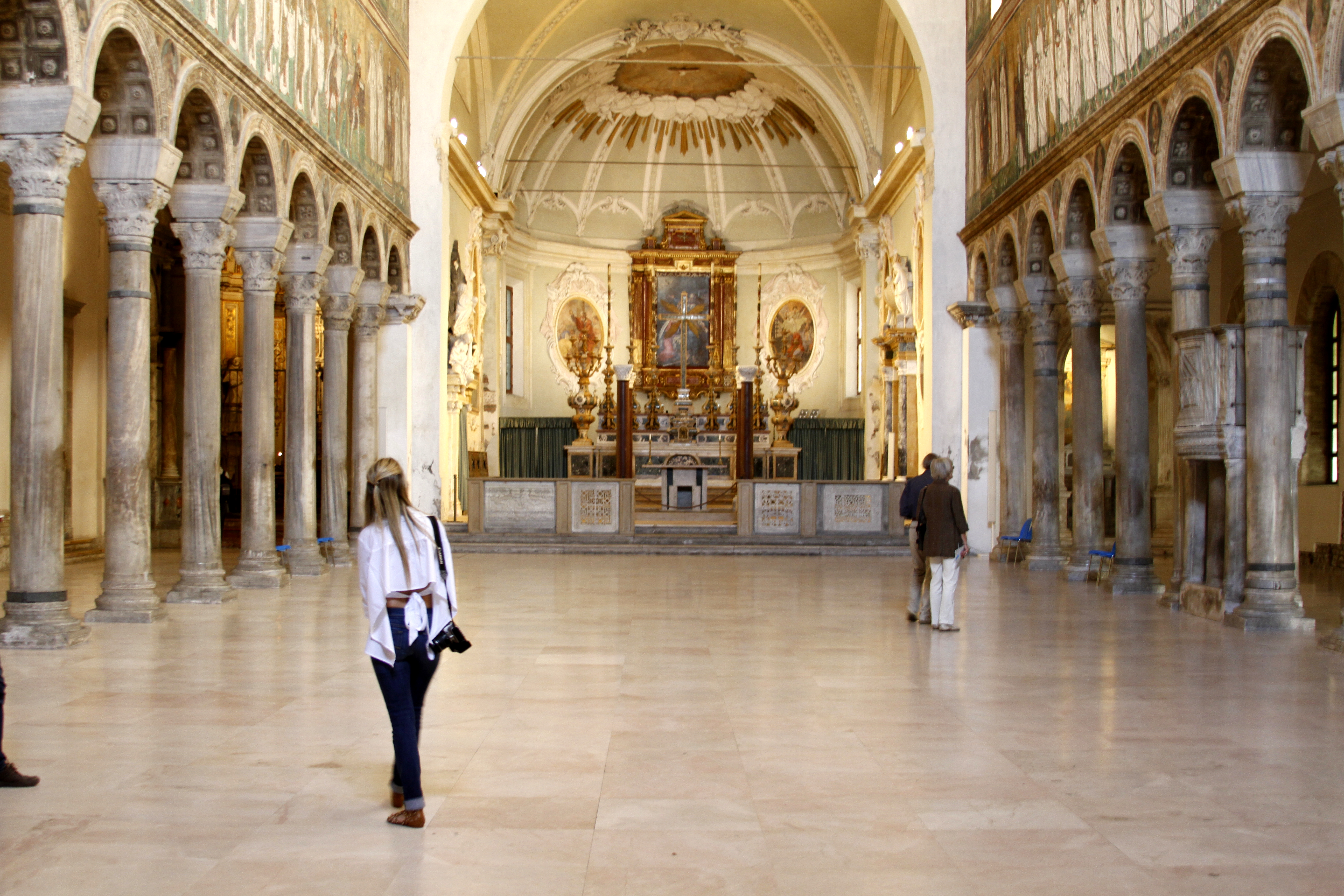
A templombelső

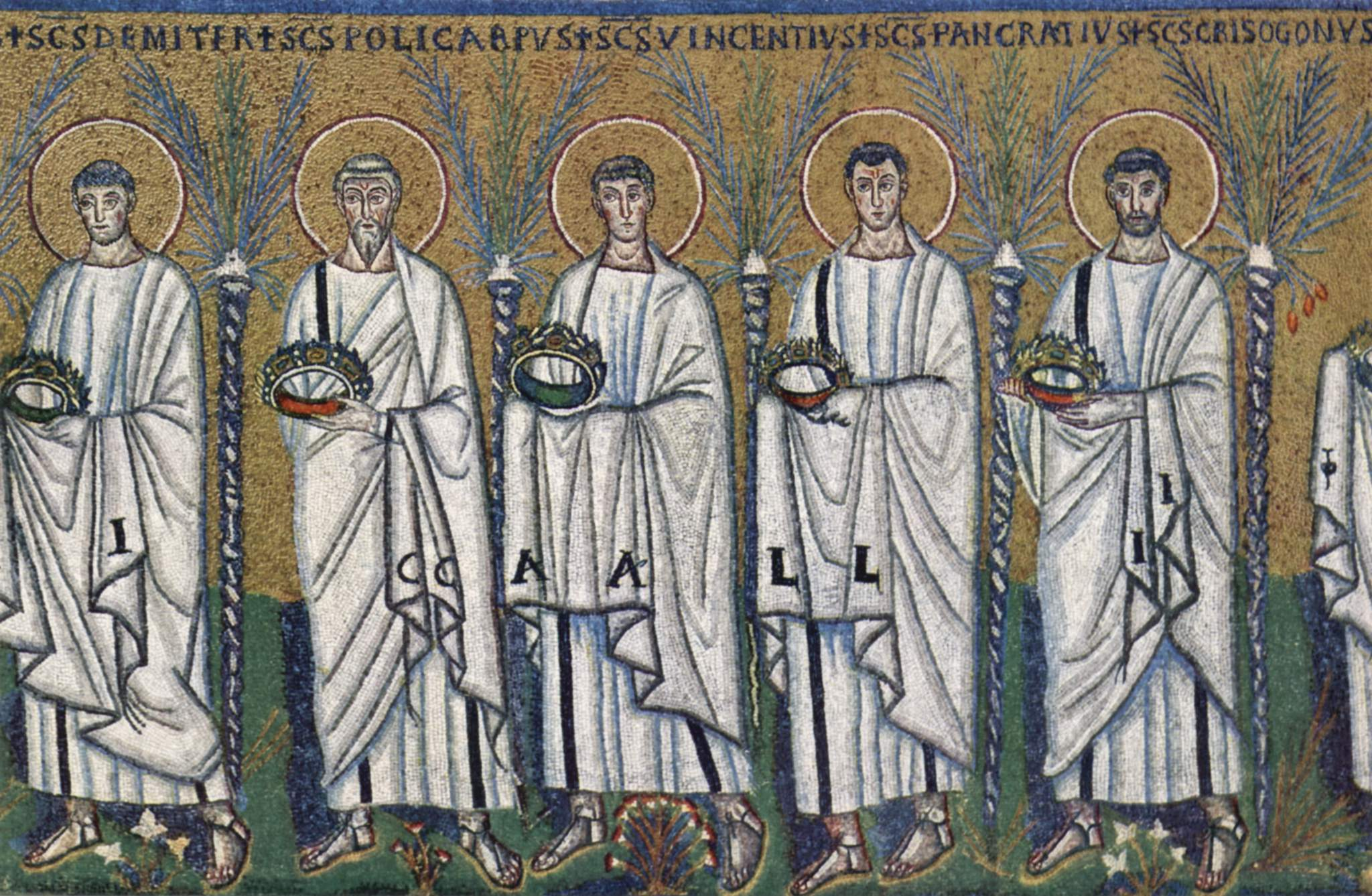
A mártírok (részlet)

A ariánus templomot a keleti-gót király, Theoderik emeltette saját sírkápolnájának a 6. század első negyedében (így van lejegyezve a Liber Pontivicalisban) A templom eredetileg Kr.u. 504-re van datálva.
Kr.u. 540 után, mikor a bizánciak elfoglalták a várost, minden ariánus keresztény templomot lefoglalt a katolikus egyház, és ezt a templomot Tours-i Szent Mártonnak szentelték. A 9. század közepén kapta a bazilika mai nevét, mikor Ravenna első püspökének, Ravennai Szent Apollináriusz relikviáit a Sant’Apollinare in Classe templomból ide áthelyezték, a másik templom ugyanis a városon kívül volt, és fosztogatók könnyebben hozzáférhettek volna. A kiegészítő „új” (Nuovo) jelzőt azért kapta a templom, hogy megkülönböztessék egy másik, kisebb és régebbi templomtól, amelynek San Apollinare in Veclo volt a neve.

## Az épület
A homlokzatot ma egy 16. századból származó márvány oszlopsor takarja el. A hengeres formájú, 38 méter magas harangtorony a 9. vagy 10. századból származik. Az alsó szinten egyíves, a felsőbb szinten kétíves, legfelül pedig háromíves, román korszakbeli ablakok találhatóak, ennek következtében a torony karcsúbbnak tűnik.

### Belső tér
Belül (42 × 21 m) három hajóból áll, 24 korinthoszi oszloppal. A 16. században az oszlopokat 1,2 méterrel megemelték. Az apszist 1950-ben felújították. Valószínű, hogy eredetileg mozaik díszítette, amely azonban egy 7. századi földrengés során elpusztult. A mostani kazettás mennyezet a 16. századból származik, és az eredeti mennyezetet helyettesíti.
A mai mozaik nagy Nagy Teoderik idejéből származik. 13 négyzet található minden falon, amelyek Jézus életének részleteit mutatják be. Balra látható a 22 szűz processziója aranyszövésű tunikában, fehér fátyollal, akik a három királyokat követik. Ők a trónoló, Jézust ölében tartó Máriához sietnek. A jobb oldalon a 26 mártír processziója látható, akik egyszerű fehér köntöst hordanak. Csak az elöl haladó Szent Márton öltözött lilába a templom patrónusaként. A mártírok Krisztushoz közelednek, aki angyalok között trónol. Krisztus kezében 1860-as restauráció óta van jogar. Eredetileg nyitott könyvet tartott a kezében: Ego sum Rex gloriae (Én vagyok a dicsőség királya). Figyelemreméltó még a mozaik, amely a templom bejárata fölött Theoderik palotáját, illetve a város Classe nevű kikötőjét mutatja.